# Long métrage

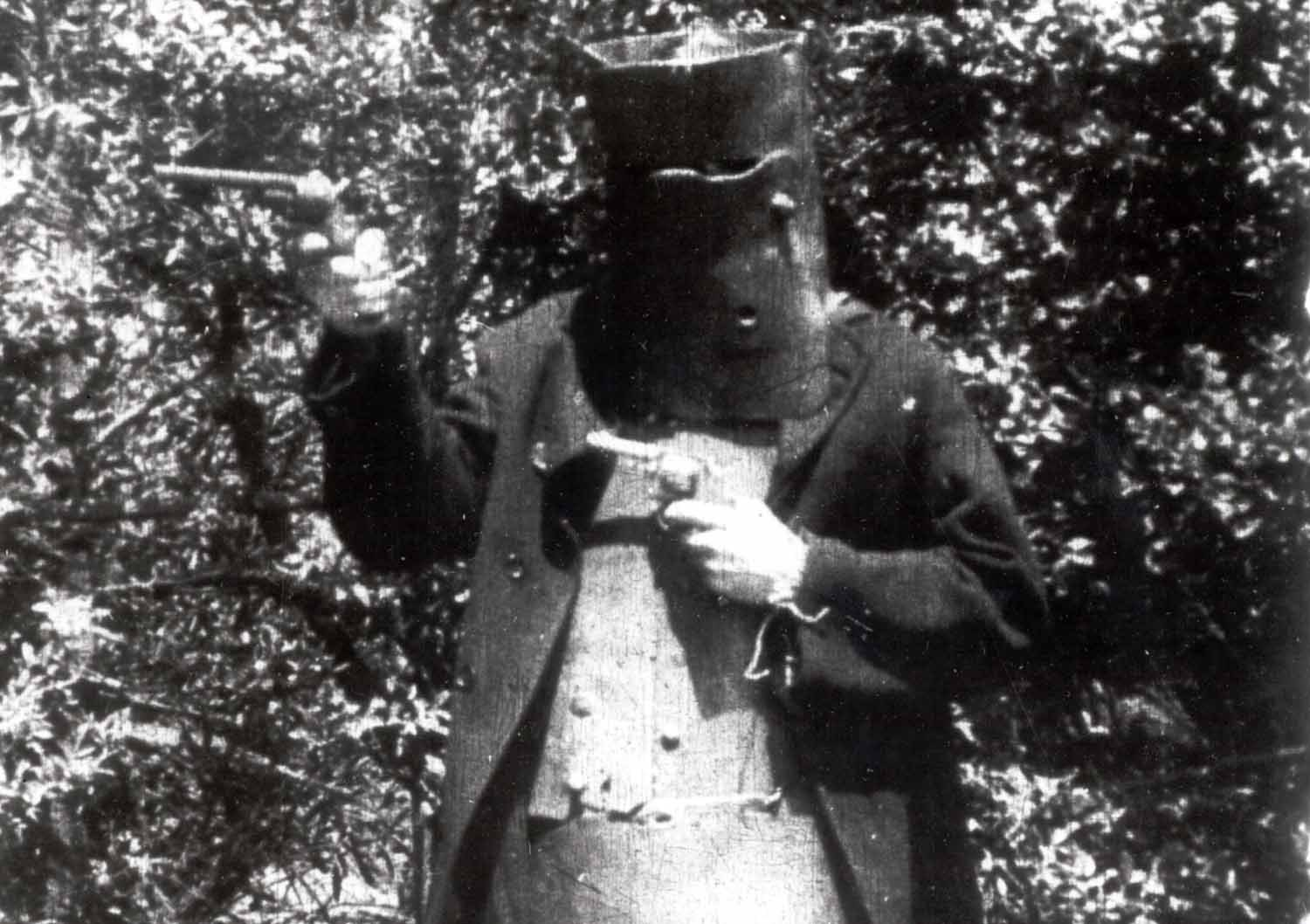
Photo tirée de The Story of the Kelly Gang (1906)

Un long métrage (également écrit long-métrage) est un film de cinéma d'une durée significative, dont la définition précise dépend des normes reconnues selon les pays ou organisations.

## Histoire

### Définition
En France, selon les textes en vigueur du Centre national du cinéma et de l'image animée, la durée d'un long métrage est plus exactement supérieure ou égale à 58 minutes et 29 secondes, c'est-à-dire l'équivalent d'une bobine de film de 35 mm standard de 1 600 mètres.
L'Académie des arts et des sciences du cinéma, l'American Film Institute et le British Film Institute définissent un long métrage (feature film) comme un film de 40 minutes ou plus. En dessous de 40 minutes, c'est un court métrage (featurette), voire un short film ou un very short film.
L'UNESCO définit le long métrage comme étant un « film dont la durée est égale ou supérieure à 60 minutes. Ces films comprennent les fictions, les films d’animation et les documentaires et sont destinés à une exploitation commerciale en salle. Sont exclus de cette catégorie les films de long métrage destinés exclusivement à la télévision, les actualités, les films publicitaires, les films produits en format vidéo et les films destinés aux adultes (ou films classés X) ».

### Histoire
Dans les toutes premières années du cinéma, dès 1891, les films, composés d'un seul plan, font tous entre 15 et 20 mètres en format 35 mm. Les films primitifs font ainsi moins de 60 secondes, mais à l'époque les notions de court ou long métrage sont encore à venir. Le public de ce nouveau spectacle va donc voir des vues photographiques animées, appellation des frères Lumière, ou des films, appellation donnée en 1893 par Thomas Edison à ses bobineaux de pellicule impressionnés, en adoptant le mot anglais film (qui signifie pellicule ou couche, en référence à la couche de produit photosensible couchée sur le support de nitrate de cellulose). « Quand le bobineau de film argentique souple a défilé en entier derrière l’objectif, la prise de vues est terminée... C’est la longueur de pellicule chargée dans l’appareil qui détermine la durée du spectacle, soit 45 à 50 secondes. »
Seule exception de ces années héroïques, Émile Reynaud, qui trace et colorie directement sur la pellicule les premiers dessins animés du cinéma, qu'il nomme les « Pantomimes lumineuses » projetées à partir d'octobre 1892 sur grand écran dans le cadre de son Théâtre optique au musée Grévin, présente des œuvres qui durent au moins 90 secondes, et vont jusqu'à 5 minutes. En 1902, Le Voyage dans la lune de Georges Méliès, grand succès international, dure 14 minutes.
Depuis les années 1920, les films qui sortent dans la grande majorité des salles sont habituellement des longs métrages, dont la durée est en principe supérieure à 70 minutes et, le plus généralement, d'une durée d'au moins 90 minutes.
Actuellement[Quand ?], les durées de deux heures ou plus sont très courantes. Au XXIe siècle, lorsqu'on parle de « film », le large public suppose, a priori, qu'il s'agit d'un long métrage.

### Les premiers longs métrages
Le documentaire The Corbett-Fitzsimmons Fight (1897, États-Unis) est le premier long métrage de l'histoire (durée : 1 heure et 40 minutes). The Story of the Kelly Gang, film australien réalisé par Charles Tait en 1906, est le premier long métrage de fiction de l'histoire du cinéma (60 ou 70 minutes). En France, le premier long métrage est L'Enfant prodigue, de Michel Carré, sorti en 1907, qui dure 1 h 30.
Toujours en France, les premiers longs métrages en couleurs sont Jeunes Filles à marier (1935), vaudeville de Jean Vallée, et La Terre qui meurt (1936), du même Jean Vallée. Ces deux films utilisent un procédé compliqué (nommé d'après l'entreprise Francita qui l'a créé) de superposition de trois images en noir et blanc passant par des filtres colorés.

## Dématérialisation du long métrage
La Fièvre de l'ormeau (2001) d'Andrès Wood (durée : 1 heure et 34 minutes), sélectionné par la Commission supérieure technique de l'image et du son (CST), constitue le contenu de la démonstration par Bernard Pauchon, Alain Lorentz, Raymond Melwig et Philippe Binant, le 29 octobre 2001 à Paris, de la première transmission de cinéma numérique par satellite en Europe d'un long métrage cinématographique,,.